# Reino de Humbe
O Reino de Humbe, também conhecido como reino humbe, era um antigo estado independente no território que hoje faz parte de Angola. Os seus habitantes faziam parte da etnia nhaneca-humbe e eram conhecidos como humbes.
O reino era um dos três reinos nhanecas-humbes, juntamente com o Reino de Mulondo e o Reino de Camba. Destes três, só os humbes detinham um reino poderoso. Foi originalmente fundado por ovimbundos e a sua organização militar tinha por base o quilombo.

Os humbes dedicavam-se sobretudo à pastorícia e os seus comerciantes vendiam sobretudo marfim. Os humbes faziam investidas nas terras altas para capturar escravos nas populações vizinhas dos huílas e gambos, que vendiam no porto de Benguela. As guerras frequentes entre povos vizinhos tinham reduzido muito a população e os humbes tanto escravizavam como eram vendidos como escravos. O comércio levou à chegada de mercadores portugueses sertanistas.
A terra de Humbe é a mais rica em gado de todas aquém do Cunene, o que para isso concorre o ser maior, e por consequência menos perseguida de guerras; comtudo é de todas a de gente mais orgulhosa, o que para isso deve influir a sua riqueza. [...] Depois de Julho ou Agosto até Novembro ou Dezembro, em pouca segurança se consideram estas terras, pelas contínuas guerras e assaltos do Quanhama e mais circumvisinhas, por ser este tempo aquelle em que o rio em alguns logares dá vau, e como os atacantes não usam armas de fogo, não dão por isso signal de si com o estrepito das armas, accommettendo repentinamente uma ou mais libatas que se achem mais proximas e matando quanta gente encontram, fugindo com os gados; isto mesmo succede ao Humbe, que por maior e mais rico é também mais perseguido.
Em 1856, o governador português de Moçâmedes atacou Gambos e Humbe com 80 soldados, 4 canhões e 50,000 guerreiros do régulo de Dumba.
Portugal fundou um forte em Humbe em 1859 a pedido do soba Chingue, que por ser velho e estar de más relações com o seu sobrinho e herdeiro, convidou os portugueses a estabelecerem uma guarnição militar no seu reino para se manter no poder. Apesar de se ter queixado ao governador do distrito António Joaquim de Castro, o sobrinho não obteve dos portugueses qualquer apoio contra o tio mas recebeu a garantia que lhe sucederia no trono quando ele morresse, portanto matou-o. Seguiu-se um ultimato e a guerra mas os portugueses lograram restabelecer a paz com a expulsão do sobrinho para Dongoena, sendo aclamado no seu logar o soba Onkole. No entanto, o forte teve de ser abandonado quatro anos depois da sua fundação por falta de meios para garantir a sua segurança. O forte foi refundado em 1880. Os humbes entraram em guerra com os portugueses em três ocasiões, de 1885 a 1888, em 1891 e de 1897 a 1898.
Abandonado por ordem de Alves Roçadas em finais de 1914 após o ataque alemão a Naulila, o Humbe foi reocupado pelas tropas do general Pereira d'Eça em a 7 de Julho de 1915 e definitivamente integrado em Angola.